# 黃聰毅
黃聰毅是台灣的漫畫家。復興商工畢業。
代表作為《我是大廚師》。

## 簡歷
- 早年曾任職於卡通公司構圖師、腳本分鏡。
- 1995年以〈我是大廚師〉於東立《龍少年》月刊開始連載而正式出道。
- 2001年與毛毛、卓宜彬、李鴻欽、張智豪共同出版《夢還未醒 - 921震災物語》。

## 作品一覽

### 長篇漫畫
- 我是大廚師（1995至1997年連載於東立《龍少年》月刊）
- 洋蔥私房菜

### 單行本
- 我是大廚師（全4集）
- 洋蔥私房菜（全1集）東立，1999年9月14日，ISBN 9573471620
- 夢還未醒 - 921震災物語（全1集）毛毛、卓宜彬、李鴻欽、張智豪、黃聰毅合著，東立，2000年9月25日，ISBN 9577313817